# 蛛网缀锦蛤
是帘蛤目帘蛤科浅蜊属的一种。主要分布于越南、中国大陆、台湾，常栖息在潮间带沙滩、泥滩。